# 268
Évszázadok: 2. század – 3. század – 4. század
Évtizedek: 210-es évek – 220-as évek – 230-as évek – 240-es évek – 250-es évek – 260-as évek – 270-es évek – 280-as évek – 290-es évek – 300-as évek – 310-es évek
Évek: 263 – 264 – 265 – 266 –  267 – 268 – 269 – 270 – 271 – 272 – 273

## Események

### Római Birodalom
- Aspasius Paternust és Publius Licinius Egnatius Marinianust választják consulnak.
- Miután Gallienus császár az előző év végén vagy az év elején a macedoniai Nesztosz folyónál legyőzte a fosztogató barbárokat, Észak-Itáliába siet, ahol lovasságának parancsnoka, Aureolus Mediolanumban (ma Milánó) császárrá kiáltotta ki magát. Gallienus legyőzi Aureolust, majd ostrom alá veszi a városban. Az ostrom során saját főtisztjei meggyilkolják a császárt.
- A légiók Claudius Gothicust kiáltják ki császárrá. A szenátus ki akarja végeztetni Gallienus családját és támogatóit, de Claudius leállítja a vérengzést. A szenátus istenné nyilvánítja Gallienust.
- Aureolus megadja magát, de a császári testőrség tagjai megölik.
- Az alemannok betörnek Észak-Itáliába, de Claudius a benacus-tavi csatában legyőzi őket.
- Meghal Dionysius pápa. Utóda a következő év januárjában megválasztott I. Felix.

## Halálozások
- december 26. – Dionysius pápa[1]
- Gallienus római császár (* 218)
- Aureolus, római trónkövetelő

## Fordítás
- Ez a szócikk részben vagy egészben  a(z)   268 című német Wikipédia-szócikk ezen változatának fordításán alapul.  Az eredeti cikk szerkesztőit annak laptörténete sorolja fel. Ez a jelzés csupán a megfogalmazás eredetét és a szerzői jogokat jelzi, nem szolgál a cikkben szereplő információk forrásmegjelöléseként.